# Gerhard z Questenberka
Gerhard II. z Questenberka nebo též z Questenbergu (německy Gerhard von Questenberg, 1580 – 1. července 1646) byl šlechtic z rodu Questenberků a císařský úředník za vlády císařů Rudolfa II., Matyáše, Ferdinanda II. a Ferdinanda III. Byl vojenským poradcem a přítelem vévody a vojevůdce Albrechta z Valdštejna. Účastnil se diplomatických vyjednávání v dobových vojenských konfliktech (zejména po roce 1634) se saským kurfiřtem Janem Jiřím, sedmihradským knížetem Jiřím Rakocym a s Turky v jižních Uhrách. V pobělohorské době výhodně získal majetky na Moravě a v západních Čechách konfiskované účastníkům stavovského povstání a při majetkových revizích v rámci rekatolizace provedené Ferdinandem II. v období jeho vlády (1619-1637). Na jaroměřickém panství založil základy rozvoje barokní kultury, která se zde plně rozvinula v dalších generacích jeho dědiců.

## Život

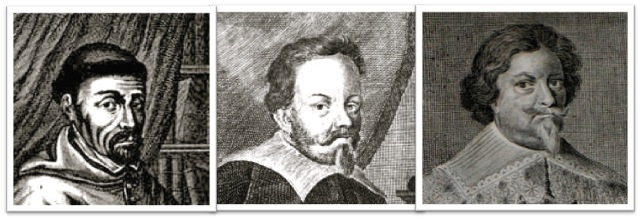
Bratři Questenberkové, zleva Kašpar, Gerhard a Heřman (kolem roku 1622)

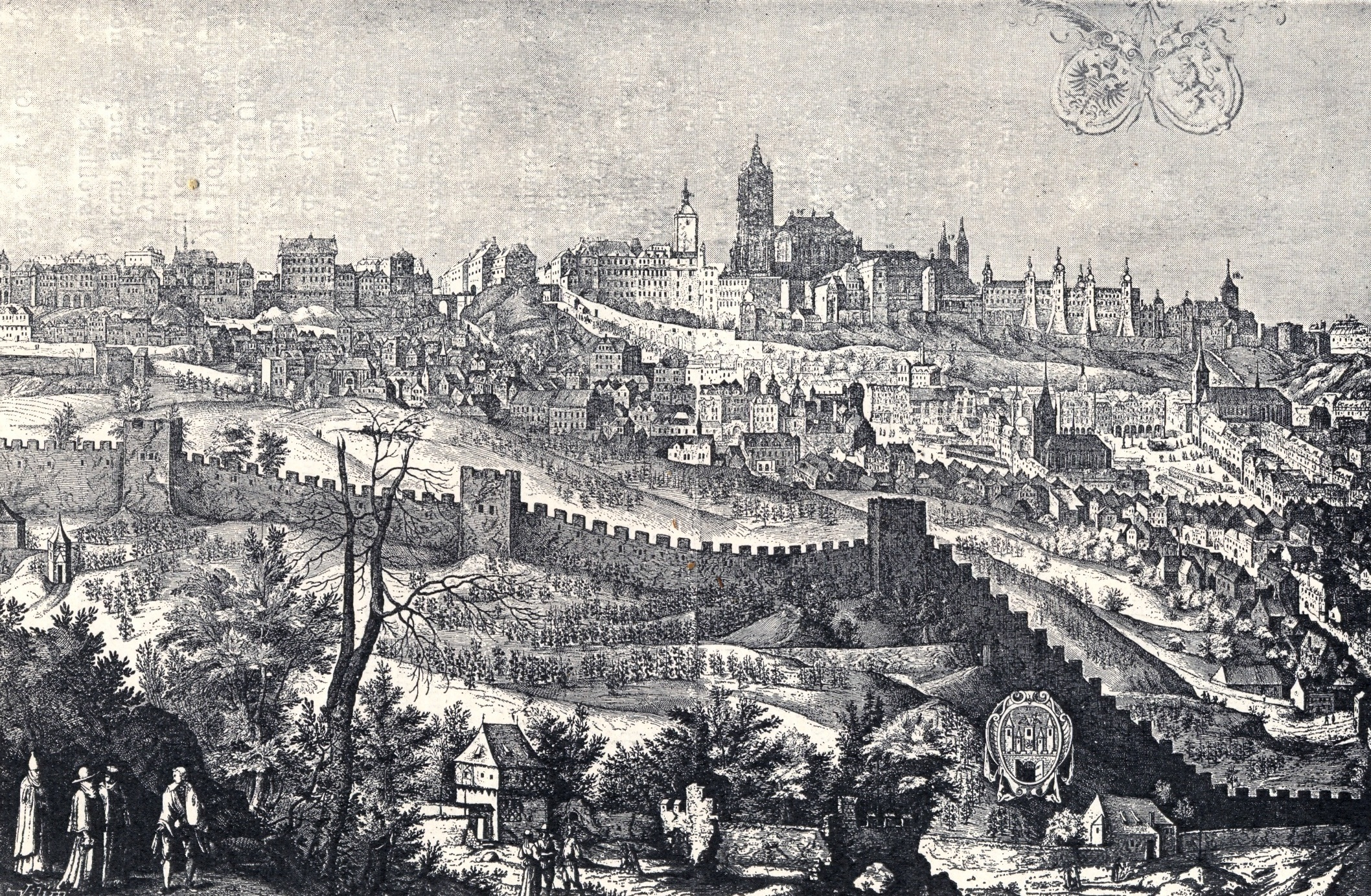
Praha, Pražský hrad, Malá strana; podle rytiny J. Stadelera z roku 1607.

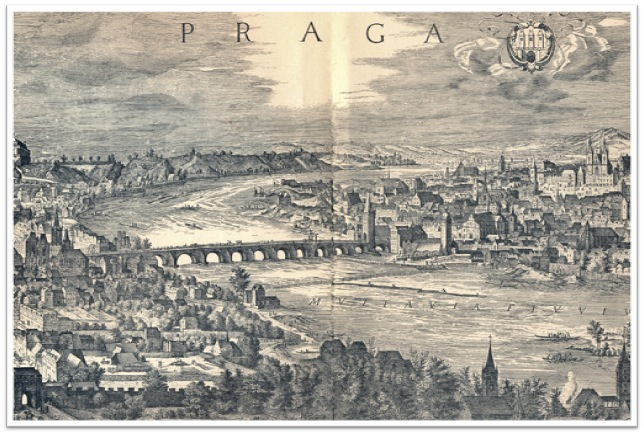
Praha v roce 1607 rytina podle kresby J. Stadelera

Gerhard (II.) z Questenberka se jako druhorozený narodil v roce 1580 v Kolíně nad Rýnem. Jeho otcem byl Gerhard (I.) z Questenberka (*1535) matka Kateřina Therlain z Lennep (*1539). Měl tři bratry, staršího Kašpara (*1571) a dva mladší Heřmana a Jana
. O dětství bratrů v jejich rodišti nejsou žádné zprávy. Když otec Gerhard (I) v roce 1591 , zemřel, matka se se syny přestěhovala do Prahy, kde v blízkosti císařského dvora Rudolfa II. měla zřejmě příbuzné či vlivné přímluvce a našla zde i možnosti dobrého vzdělání svých synů a následně jim tak usnadnila jejich další kariéru. Vstup mladších bratrů do úřadu císařského kancléřství asi usnadnil i jejich starší bratr Kašpar z Questenberka, který již od roku 1603 zastával vlivnou pozici ve Strahovském klášteře premonstrátů. Od roku 1612, po jmenování stávajícího opata Jana Lohelia arcibiskupem pražským, převzal jeho funkci opata Strahovského kláštera,. Mladší bratři Gerhard, Heřman a Jan byli nejpozději od roku 1606 evidováni jako placení úředníci v úřadu císařského kancléře. Dochoval se záznam o jejich ustavení do úřadu a přiznaném měsíčním platu. Heřman (od 1. září 1606) a Jan (od 1. října 1609) jako koncipienti v latinské kanceláři (spisová služba s měsíčním platem 30 resp. 10 zl), Gerhard byl od 1. srpna 1606 zařazen ve dvorské válečné kanceláři s měsíčním platem 20 zlatých. Zřejmě byl i schopným úředníkem, protože již v roce 1611 mu byl přiznán měsíční plat 277 zlatých.

## Válečná a politická činnost

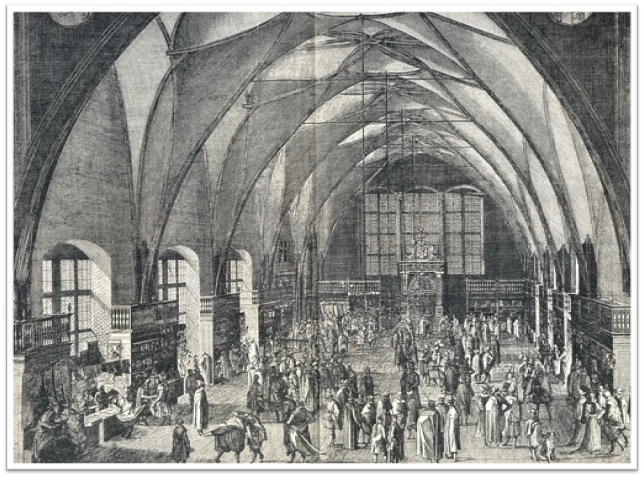
Vladislavský sál na Hradčanech, 1607, podle J. Stadelera

Gerhard z Questernberga po dobu svého působení v dvorské válečné radě na dvoře císaře Rudolfa II. získal zkušenosti s válečnou ekonomikou, zásobováním armádních expedicí a jejich financováním (dnes asi vojenská logistika). Po smrti Rudolfa II. roku 1612 přešel Gerhard z Questenberka do služeb císaře Matyáše a s kancléřstvím se přestěhoval do sídelní Vídně. Postupně se v kariéře posouval do diplomatických služeb, například byl členem oficiálního doprovodu při korunovaci císaře Matyáše 7. června 1612 ve Frankfurtu nad Mohanem. Po smrti císaře Matyáše (20. března 1619) a nástupu císaře Ferdinanda II. na trůn se Gerhard z Questenberka, jako již uznávaná a vlivná osoba znalá vojenství, stal rádcem a zřejmě i důvěrným přítelem Albrechta z Valdštejna. Válečné a mocenské úspěchy Albrechta z Valdštejna se v protireformačním období a počátcích třicetileté války promítaly i do vlivu Gerharda z Questenberka na majetkové a společenské zisky. Nepochybně k tomu přispělo i cílené znehodnocení měny ražbou mincí v roce 1622 s výrazně velkým snížením obsahu drahého kovu (tzv. dlouhá mince), které ovládalo mincovní konsorcium (členové: kancléř kardinál František z Ditrichštějna, Albrecht z Valdštejna, Pavel Michna z Vacínova a nekatolíci bankéři Jan de Witte a Jakub Baševi), které si právo razit mince pronajalo od císaře Ferdinanda II. a provedlo měnovou reformu. Není pochyb, že rádce Albrechta z Valdštejna Gerhard z Questenberka se na těchto činnostech významně podílel.
V roce 1622 se oženil s Marií Unterholzerovou, dcerou dvorního císařského rady Jana Unterholzera z Kranichbergu. Měli spolu pět dětí, z toho dva syny, Jana Antonína (* 1633) a Františka (* 1635). Válečná léta strávená s generalissimem Valdštejnem poskytla Gerhardovi z Questenberka značné výhody i při skupování panství konfiskovaných Ferdinandem II. účastníkům stavovského povstání, protestantským šlechtickým rodům, evangelíkům, měšťanům a mnoha dalším. Gerhard měl navíc usnadněnou pozici také díky vlivu svého staršího bratra Kašpara, opata Strahovského kláštera, který byl v roce 1627 jmenován do anti-reformační komise (členy komise byli kardinál Harrach, již zmíněný Kašpar z Questenberka, Jaroslav Bořita z Martinic, Frederic Tallenberg a Kryštof Wratislav z Mitrovic), která vyhledávala a označovala odpůrce Ferdinanda II. a odsuzoval je ke konfiskaci majetku. Verdikty komise mohl změnit pouze panovník. Konfiskace majetků v Čechách a na Moravě se řešily rozdílně. Císařem Ferdinandem II. vydaný edikt ve Znojmě 26. června 1628 potvrdil privilegia moravských stavů ve zvláštním seznamu panství, které nepropadly konfiskaci díky loajality jejich majitelů vůči císařské politice. V období let 1627 až 1633 narůstaly konflikty mezi ambiciózním Albrechtem z Valdštejna a císařem Ferdinandem II. umocněné válkou císařství proti Dánsku (1625-1629) a Švédsku (1630-1635), které vyvrcholilo zavražděním vévody Valdštejna v Chebu 26. února 1634. Gerhard z Questenbergu byl až do posledních dnů života Valdštejna jeho obhájcem a snažil se uhlazovat jeho spory s císařským dvorem. Po Valdštejnově smrti se Gerhard na čas uchýlil do ústraní, ale Gerhardovy válečné zkušenosti a organizační schopnosti se brzy staly pro císaře Ferdinanda II. nepostradatelnými když svého druhorozeného syna arcivévodu Leopolda Viléma (1614-1662) jmenoval regentem v dolním Rakousku (1636). Posléze ho odeslal na zkušenou do Čech k hlavní armádě, které v té době velel generál Ottavio Piccolomini. Armáda tehdy zimovala v Praze a arcivévoda Leopold Vilém tam spolu s Gerhardem z Qustenberka, coby svým poradcem už v hodnosti generála, dorazil až 5. ledna 1640.
Po smrti císaře Ferdinanda II. (15. února 1637) a nástupu Ferdinanda III. (1637) na trůn byl Gerhard z Questenberka jako zkušený diplomat účasten řady politických jednání. Se Sedmihradským knížete Jiřím Rakocym dojednával mírové podmínky v horních Uhrách, tehdy vojensky ohrožované jak Švédy od severu (generál Torstensson) tak i Turky od jihu. Diplomatické úkoly v závěrečné fázi třicetileté války zaměstnávaly generála Gerharda z Questenberka až do jeho smrti 1. června 1646. Svého vlivu a postavení u císařského dvora využil k získání značného majetku. V roce 1624 koupil panství Jaroměřice nad Rokytnou, obce Bohušice, Příštpo, Bečov nad Teplou , Javorná  a panství Rappoltenkirchen, a těsně před svou smrtí na jaře 1646 koupil i Horní Slavkov, s rudnými doly za 180 000 zlatých inflační měny.

## Odkaz
Rozsáhlý majetek generála Gerharda z Questenberka, nabytý v protireformačním období třicetileté války, zdědil jeho nejstarší syn Jan Antonín z Questenberka (1633 – 1686), který si za své sídlo zvolil jaroměřický zámek a přispěl zde k rozvoji barokní kultury na Moravě. Po roce 1699 pak v kulturní tradici Questenberků na jaroměřickém panství pokračoval Gerhardův vnuk a syn Jana Antonína, Jan Adam z Questenberka (1678-1752), osvícený vzdělanec a mecenáš, znalec hudby, malířství a barokní architektury, iniciátor barokních operních představení.